# アクグル・アマンムラドワ
アクグル・アマンムラドワ（Akgul Amanmuradova, 1984年6月23日 - ）は、ウズベキスタン・タシュケント出身の女子プロテニス選手。“アクガル・アマヌムラドーワ”とも。2008年5月26日付の世界ランキングでシングルス50位に入り、ウズベキスタンのプロテニス選手としてイロダ・ツルヤガノワ（シングルス自己最高位16位）以来2人目の世界トップ50入りを成し遂げた。これまでにWTAツアーでダブルス2勝を挙げているが、シングルスはまだ優勝がない（準優勝2度）。身長190cm、体重74kg。右利き。エヴァ・ハルディノワと並んで女子プロテニス界の最長身選手にあたる（2010年時点）。

## 来歴
アマンムラドワの家族は、父親は建築家、母親は高校の音楽教師であり、家族の中でテニスをしているのはアクグル1人だけである。彼女は10歳の時に、祖母に連れられて近くのテニスクラブに行き、それがきっかけでテニスを始めた。少女時代はバスケットボールにも優れた才能を持ち、バスケットボールのウズベキスタン女子ジュニア代表選手に誘われたこともあったが、その話を辞退した。2000年に16歳で故郷タシュケントのトーナメントに初出場し、2001年からフェドカップのウズベキスタン代表選手になる。2005年10月、アマンムラドワはタシュケント大会で初めて女子ツアーの決勝戦に進出したが、当時16歳のミハエラ・クライチェク（オランダ）に 0-6, 6-4, 3-6 で敗れて準優勝になった。
アクグル・アマンムラドワの4大大会初出場は、2006年全豪オープンであった。ウズベキスタン出身の21歳は、1回戦でダリー・ランドリアンテフィー（マダガスカル）を 6-3, 2-6, 6-1 で破った後、2回戦でダニエラ・ハンチュコバに 4-6, 1-6 で敗れた。（ランドリアンテフィーはこの試合を最後に現役を引退した。）しかし、この後は全仏オープン・ウィンブルドン・全米オープンともに予選会で敗退する。2007年全仏オープンで、アマンムラドワは初めて予選3試合を勝ち抜き、本戦でもニコル・バイディソバ（チェコ）との2回戦に進んだ。こうして彼女は2007年末の世界ランキングを96位に上げ、初めて世界トップ100位以内に入った。
2008年5月、アマンムラドワはトルコ・イスタンブール大会で準決勝に勝ち進み、5月26日付で世界ランキング「50位」に食い込んだ。ウズベキスタン出身のプロテニス選手が世界ランク50位以内に入ったのは、イロダ・ツルヤガノワ以来2人目の快挙となる。2008年全仏オープンでは、2回戦でアレクサンドラ・ウォズニアク（カナダ）に 6-1, 1-6, 3-6 の逆転で敗れ、初の3回戦進出はならなかった。この後、ウィンブルドンと全米オープンにも本戦初出場。全米オープン1回戦では、彼女は第5シードのエレーナ・デメンチェワ（ロシア、北京五輪金メダル）に 4-6, 5-7 で敗れた。
2009年6月、アマンムラドワはイーストボーン大会のダブルスで杉山愛と組みオーストラリアのサマンサ・ストーサー&
レネ・スタブス組に 6–4, 6–3 で勝利してツアー初優勝を果たす。9月の地元のタシュケント大会では2005年以来のツアー決勝に進出、シャハー・ピアー（イスラエル）に 3–6, 4–6 で敗れ2度目の準優勝となった。
2010年11月の広州アジア大会ではシングルスの準決勝でサニア・ミルザ（インド）を 6-7, 6-3, 6-4 で破り決勝に進出。決勝では彭帥（中国）に 5–7, 2–6 で敗れ銀メダルを獲得した。
近年はランキングが下がり、女子ツアー下部大会でプレーしている。

## WTAツアー決勝進出結果

### シングルス: 2回 (0勝2敗)
| 大会グレード          | 大会グレード                 |
| 2008年以前            | 2009年以後                   |
| --------------------- | ---------------------------- |
| グランドスラム (0–0)  |                              |
| WTAファイナルズ (0–0) |                              |
| ティア I (0–0)        | プレミア・マンダトリー (0-0) |
| ティア I (0–0)        | プレミア5 (0-0)              |
| ティア II (0–0)       | プレミア (0–0)               |
| ティア III (0–0)      | インターナショナル (0–1)     |
| ティア IV ＆ V (0–1)  | インターナショナル (0–1)     |

| 結果   | No. | 決勝日        | 大会       | サーフェス | 対戦相手               | スコア        |
| ------ | --- | ------------- | ---------- | ---------- | ---------------------- | ------------- |
| 準優勝 | 1.  | 2005年10月9日 | タシケント | ハード     | ミハエラ・クライチェク | 0-6, 6-4, 3-6 |
| 準優勝 | 2.  | 2009年9月27日 | タシケント | ハード     | シャハー・ピアー       | 3–6, 4–6      |

### ダブルス: 4回 (2勝2敗)
| 結果   | No. | 決勝日        | 大会           | サーフェス | パートナー             | 対戦相手                                            | スコア           |
| ------ | --- | ------------- | -------------- | ---------- | ---------------------- | --------------------------------------------------- | ---------------- |
| 優勝   | 1.  | 2009年6月20日 | イーストボーン | 芝         | 杉山愛                 | サマンサ・ストーサー レネ・スタブス                 | 6–4, 6–3         |
| 優勝   | 2.  | 2011年5月21日 | ストラスブール | クレー     | 荘佳容                 | ナタリー・グランディン ブラディミラ・ウーリロバ     | 6–4, 6–3         |
| 準優勝 | 1.  | 2012年9月23日 | ソウル         | ハード     | バニア・キング         | ラケル・コップス＝ジョーンズ アビゲイル・スピアーズ | 6–2, 2–6, [8–10] |
| 準優勝 | 2.  | 2013年2月3日  | パタヤ         | ハード     | アレクサンドラ・パノワ | クルム伊達公子 ケーシー・デラクア                   | 3–6, 2–6         |

## 4大大会シングルス成績
略語の説明
| W | F | SF | QF | #R | RR | Q# | LQ | A | Z# | PO | G | S | B | NMS | P | NH |

W=優勝, F=準優勝, SF=ベスト4, QF=ベスト8, #R=#回戦敗退, RR=ラウンドロビン敗退, Q#=予選#回戦敗退, LQ=予選敗退, A=大会不参加, Z#=デビスカップ/BJKカップ地域ゾーン, PO=デビスカップ/BJKカッププレーオフ, G=オリンピック金メダル, S=オリンピック銀メダル, B=オリンピック銅メダル, NMS=マスターズシリーズから降格, P=開催延期, NH=開催なし.
| 大会           | 2005 | 2006 | 2007 | 2008 | 2009 | 2010 | 2011 | 2012 | 2013 | 2014 | 2015 | 通算成績 |
| -------------- | ---- | ---- | ---- | ---- | ---- | ---- | ---- | ---- | ---- | ---- | ---- | -------- |
| 全豪オープン   | A    | 2R   | LQ   | 1R   | 2R   | 1R   | 1R   | LQ   | 2R   | LQ   | LQ   | 3–6      |
| 全仏オープン   | A    | LQ   | 2R   | 2R   | 2R   | 3R   | 1R   | LQ   | LQ   | A    | LQ   | 5–5      |
| ウィンブルドン | A    | LQ   | LQ   | 1R   | 1R   | 1R   | 1R   | 1R   | A    | A    | LQ   | 0–5      |
| 全米オープン   | LQ   | LQ   | LQ   | 1R   | LQ   | 2R   | 3R   | 1R   | A    | LQ   | A    | 3–4      |